# Holoneurus corticalis
Holoneurus corticalis är en tvåvingeart som beskrevs av Boris Mamaev 1964. Holoneurus corticalis ingår i släktet Holoneurus och familjen gallmyggor. Inga underarter finns listade i Catalogue of Life.